# Śmierć naturalna
Śmierć naturalna – termin używany w medycynie sądowej odnoszący się do śmierci, która ma miejsce w wyniku zmian chorobowych bądź inwolucyjnych. Dzieli się ją na śmierć nagłą (na przykład nagły zgon sercowy) oraz śmierć powolną (w wyniku chorób wyniszczających). Jest przeciwieństwem śmierci gwałtownej.